# With Apologies to Jesse Jackson

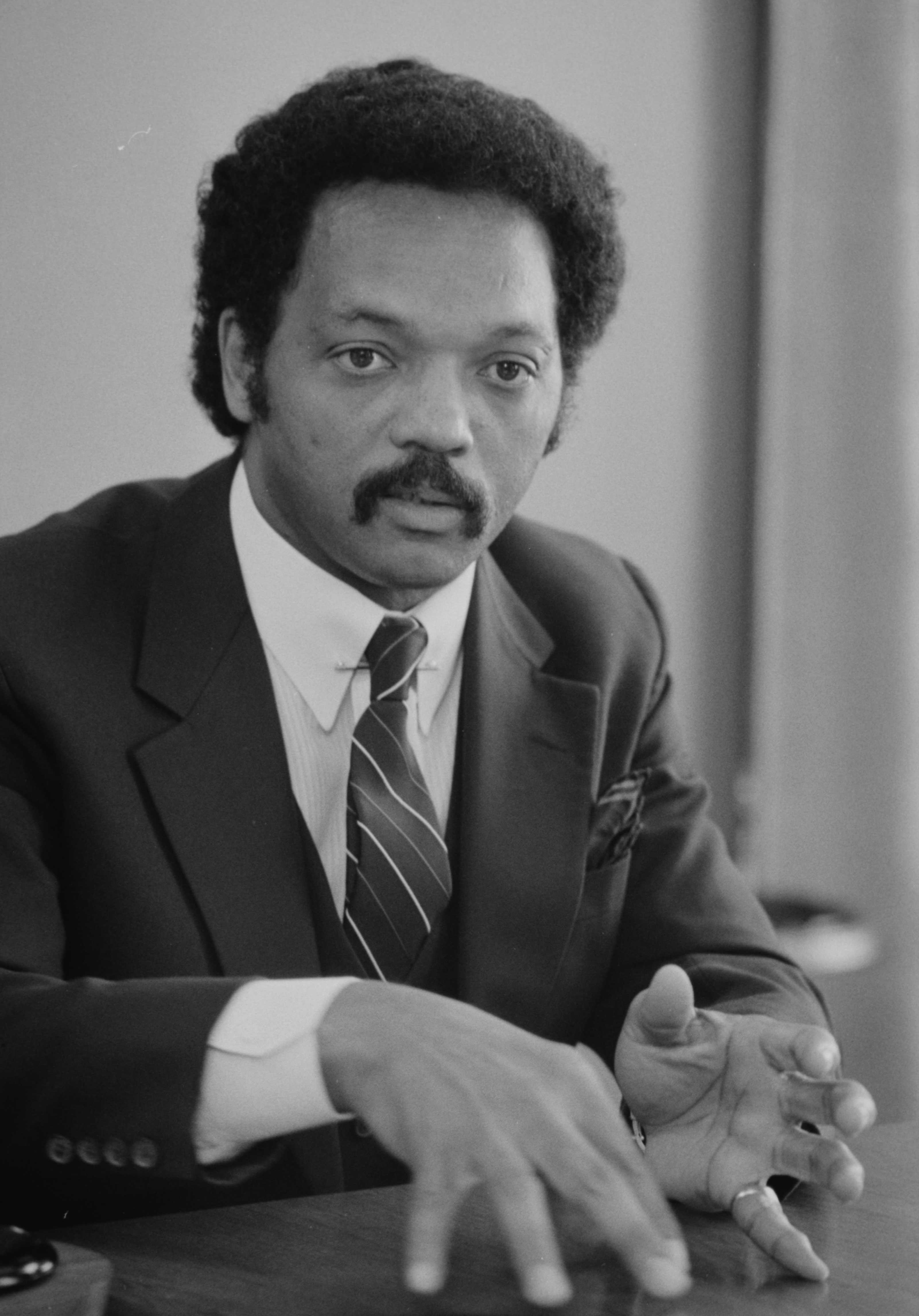
Jesse Jackson.

«With Apologies to Jesse Jackson» llamado «Con disculpas a Jesse Jackson» en Hispanoamérica y «Nuestras disculpas a Jesse Jackson» en España. Es el primer episodio de la undécima temporada (1101 # 154) de la serie animada de dibujos South Park de Comedy Central. Estrenado el 7 de marzo de 2007 en Estados Unidos

## Argumento
Randy Marsh aparece en el programa de TV llamado Rueda de la Fortuna. Se le plantea un juego, donde debe adivinar el nombre de "gente que lo molesta a usted", y la clave son las letras "N_GGERS". Cuando restan cinco segundos para concluir Randy dice: "NIGGERS" (en inglés significa negratas), en un programa de televisión nacional, molestando a su familia, amigos y millones de telespectadores en todo el mundo. La respuesta correcta, en realidad era naggers (que significa regañadores), por lo que Randy pierde.
Al día siguiente, en la escuela, Eric Cartman le advierte a Stan que Token va a estar muy enojado con él, por lo que Stan intenta defender a su padre. Token le dice a Stan que no entiende cómo se sienten las personas de raza negra al escuchar la palabra NIGGERS. A pesar de los intentos de Cartman de convertir el incidente en una "guerra racial," Token simplemente se niega a pelear.
Randy intenta rectificar su error, realizando una disculpa oficial al reverendo Jesse Jackson. Jackson acepta su disculpa, sólo después de obtener una imagen de Randy literalmente besando su trasero, la que se publica en varios periódicos. Stan piensa que el problema ha sido resuelto, pero Token afirma que "Jesse Jackson no es el emperador de los negros!". Mientras tanto, Randy va a un club de comedias, donde el comediante negro lo reconoce en la audiencia, lo señala y hace bromas sobre él llamándolo "insulta negros", sobrenombre que pronto es utilizado por toda la banda para referirse a Randy.
De regreso a la escuela, un enano llamado Dr. David Nelson es llamado a dar una charla sobre la sensibilidad. Insiste en que "Las palabras son como las balas, me atraviesan" y que ninguna palabra lo puede herir o insultar a él. Sin embargo, tan pronto como Cartman lo ve comienza a reírse histéricamente, interrumpiendo la charla del Dr. Nelson. El Dr Nelson decide violar su norma de conducta y buscar revancha incitando a que los niños burlen a Cartman por su sobrepeso.
Randy sigue tratando de recuperar su imagen, por lo que decide crear una beca para los negros.  Sin embargo, es pronto abordado por una banda de rednecks socialmente progresistas, que tratan de matar al "insulta negros". Lo critican por "insultar a toda una raza en la televisión nacional" y decir que ellos "no poseen ningún tipo de amabilidad con la ignorancia social". Pronto un grupo de otros "insulta negros", entre ellos Michael Richards y Mark Fuhrman, asustan a los rednecks, e invitan a Randy a sumarse a su organización, diciéndole que todos ellos son personas que se han convertido en parias por usar la palabra NEGRO. Ellos han estado ejerciendo presión sobre el Congreso para que se promulgue una ley que diga que la palabra insulta siempre debe estar separada por lo menos siete palabras de la palabra negros.
Cartman y el Dr. Nelson se enfrentan en una pelea de lucha libre y Cartman fuerza al Dr. Nelson a darse por vencido. Stan y Kyle dicen no comprender cual era el objetivo del Dr. Nelson, pero Stan afirma que no saber el objetivo es el objetivo. Le explica a Token que mientras él sea una persona blanca, nunca entenderá porque Token se enoja tanto cuando se dice la palabra, y porque la gente negra se pone tan molesta cuando la gente blanca la dice sin importar el contexto. Token finalmente está satisfecho de que Stan entiende que no entiende el problema, lo que finalmente hace se comprendan.

## Repercusiones
Este episodio tuvo menciones en los programas de noticias de la CNN Showbiz Tonight y Paula Zahn Now  en los días siguientes a su emisión. Kovon y Jill Flores, (cofundadores de la organización "Abolición de la palabra N"), que está vinculado con la NAACP, elogiaron este episodio diciendo que era un buen ejemplo de cómo se sentía al ser llamado negro. 
Sin embargo, L. Brent Bozell fundador del "Parents Television Council" manifestó que hubo una falta de protesta en contra de este episodio en comparación con los comentarios del locutor de radio Don Imus acerca del equipo de baloncesto femenino de la Universidad de Rutgers, desafiando los comentarios de Flores con respecto a que el uso de la palabra "nigger" en el episodio no tenía la intención de ser racista. De hecho, el PTC eligió a este episodio, junto con el episodio de "The Sarah Silverman Program" que fue presentado justo después, como los "peores Contenidos de Cable de la Semana". El episodio fue visto por unos 2,8 millones de televidentes.
En las primeras emisiones de este episodio, los subtítulos, tenían cambiada cada aparición de la palabra negro por persona N o  palabra N. Posteriormente se eliminó esta censura.